# 法维奥拉·比利亚洛沃斯
法维奥拉·比利亚洛沃斯·莫拉莱斯（西班牙語：Fabiola Villalobos Morales；1998年3月13日—），哥斯达黎加女子足球运动员，司职中后卫，目前效力于蒂华纳足球俱乐部和哥斯达黎加国家女子足球队。她曾代表哥斯达黎加参加2022年中北美洲及加勒比海女子足球锦标赛和2023年国际足联女子世界杯等多场国际赛事。